# Kirin 820
Kirin 820 — 64-битный процессор, разработанный китайской компанией HiSilicon на ARM-архитектуре Huawei и Honor для бюджетных смартфонов.

## Технические Характеристики
- Количество ядер — 8
- Архитектура — 1 * Cortex — A76 (2.36 ГГц), 3 * Cortex — A76 (2.22 ГГц), 4 * Cortex — A55 (1.84 ГГц)
- Техпроцесс — 7 нм
- Mali — G57
- Допустимый объём оперативной памяти — до 12 ГБ
- GPS — есть
- GLONASS — есть
- GALILEO — есть
- Дата анонсирования — Март 2020 — го года

## Тесты в бенчмарках
- Antutu 10 — 494513
- Geekbench 5 (Многоядерный) — 2410
- Geekbench 5 (Одноядерный) — 632

## Оценка сайта Nanoreview
- Производительность CPU — 57/100
- Энергоэффективность — 81/100
- Производительность в играх — 34/100
- Итоговая оценка — 53/100

## Смартфоны которые используют Kirin 820
- Honor 30S
- Huawei Nova 7SE
- Honor X10
- Huawei Nova 5[1][2]
- Huawei Honor 9X Pro[3]